# فیلم در ۲۰۱۹

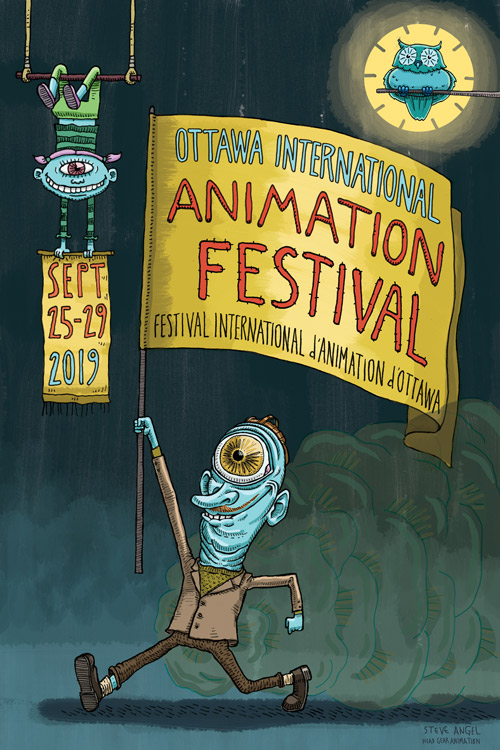
درسال2019فیلم های مشهور زیاد و پرفروشی ساخته شد.

## ۱۰ فیلم پرفروش سال ۲۰۱۹
پرفروش‌ترین فیلم‌های ۲۰۱۹ به شرح زیر است:
| رتبه | نام فیلم                    | استودیو سازنده | فروش کل        |
| ---- | --------------------------- | -------------- | -------------- |
| ۱    | انتقام‌جویان: پایان بازی     | دیزنی          | $۲٬۷۹۷٬۸۰۰٬۵۶۴ |
| ۲    | شیرشاه                      | دیزنی          | $۱٬۶۵۶٬۵۵۶٬۱۴۹ |
| ۳    | منجمد ۲                     | دیزنی          | $۱٬۴۴۹٬۰۶۴٬۴۱۴ |
| ۴    | مرد عنکبوتی: دور از خانه    | سونی           | $۱٬۱۳۱٬۹۲۷٬۹۹۶ |
| ۵    | کاپیتان مارول               | دیزنی          | $۱٬۱۲۸٬۲۷۴٬۷۹۴ |
| ۶    | جوکر                        | برادران وارنر  | $۱٬۰۷۴٬۱۵۱٬۳۱۱ |
| ۷    | جنگ ستارگان: خیزش اسکای‌واکر | دیزنی          | $۱٬۰۷۳٬۶۲۶٬۰۶۹ |
| ۸    | داستان اسباب‌بازی ۴          | دیزنی          | $۱٬۰۷۳٬۳۹۴٬۵۹۳ |
| ۹    | علاء الدین                  | دیزنی          | $۱٬۰۵۰٬۶۹۳٬۹۵۳ |
| ۱۰   | جومانجی: مرحله بعدی         | سونی           | $۷۹۴٬۴۷۸٬۶۹۵   |

انتقام جویان: پایان بازی پنجمین فیلمی شد که بیش از ۲ میلیارد دلار فروش داشته و توانست به پرفروش‌ترین فیلم تاریخ سینما تبدیل شود. شیرشاه، منجمد ۲، مرد عنکبوتی: دور از خانه، کاپیتان مارول، جوکر، جنگ ستارگان: خیزش اسکای‌واکر، داستان اسباب‌بازی ۴ و علاء الدین فیلم‌هایی هستند که بیش از ۱ میلیارد دلار فروش داشته‌اند و به ترتیب دارای رتبه‌های ۷، ۱۰، ۲۲، ۲۵، ۲۶، ۳۱، ۳۲، ۳۳ و ۳۷ در فهرست پرفروش‌ترین فیلم‌های جهان می‌باشند. فیلم جوکر نیز با فروش بیش از ۱ میلیارد دلار؛ تبدیل به پرفروش‌ترین فیلم رده سنی R تاریخ سینما شد.